# Лача (приток Лозьвы)
Лача — река в Свердловской области России. Устье реки находится в 246 км по правому берегу реки Лозьва. Длина реки составляет 17 км. В устье находится нежилой посёлок Лача.
Высота устья — 67 м над уровнем моря.

## Притоки
- Лявдинский Лог (пр)
- Подуклонная (лв)
- Крутой Лог (пр)

## Данные водного реестра
По данным государственного водного реестра России относится к Иртышскому бассейновому округу, водохозяйственный участок реки — Тавда от истока и до устья, без реки Сосьва от истока до водомерного поста у деревни Морозково, речной подбассейн реки — Тобол. Речной бассейн реки — Иртыш.